# Foetorepus dagmarae
Foetorepus dagmarae är en fiskart som först beskrevs av Fricke, 1985.  Foetorepus dagmarae ingår i släktet Foetorepus och familjen sjökocksfiskar. Inga underarter finns listade i Catalogue of Life.